# Tajemnica Alei Ujazdowskich
Tajemnica Alei Ujazdowskich – niemy, polski film fabularny z 1917 roku. Jedna z trzech części Tajemnic Warszawy. Nie zachował się do dziś.

## Opis fabuły
Film osnuty na tle prawdziwego zdarzenia w rodzinie W. i głośnego podstępnego mordu w jednym z podrzędnych hoteli w centrum Warszawy. Tło i ulice, na których rozgrywa się akcja, zostały ściśle dostosowane do danych kroniki sądowej.

## Obsada
- Kazimierz Junosza-Stępowski
- Pola Negri
- Jan Pawłowski
- Rafaela Bończa
- Andrzej Bogucki
- Iza Kozłowska
- Helena Arkawin